# Hamburger Hof (Meißen)

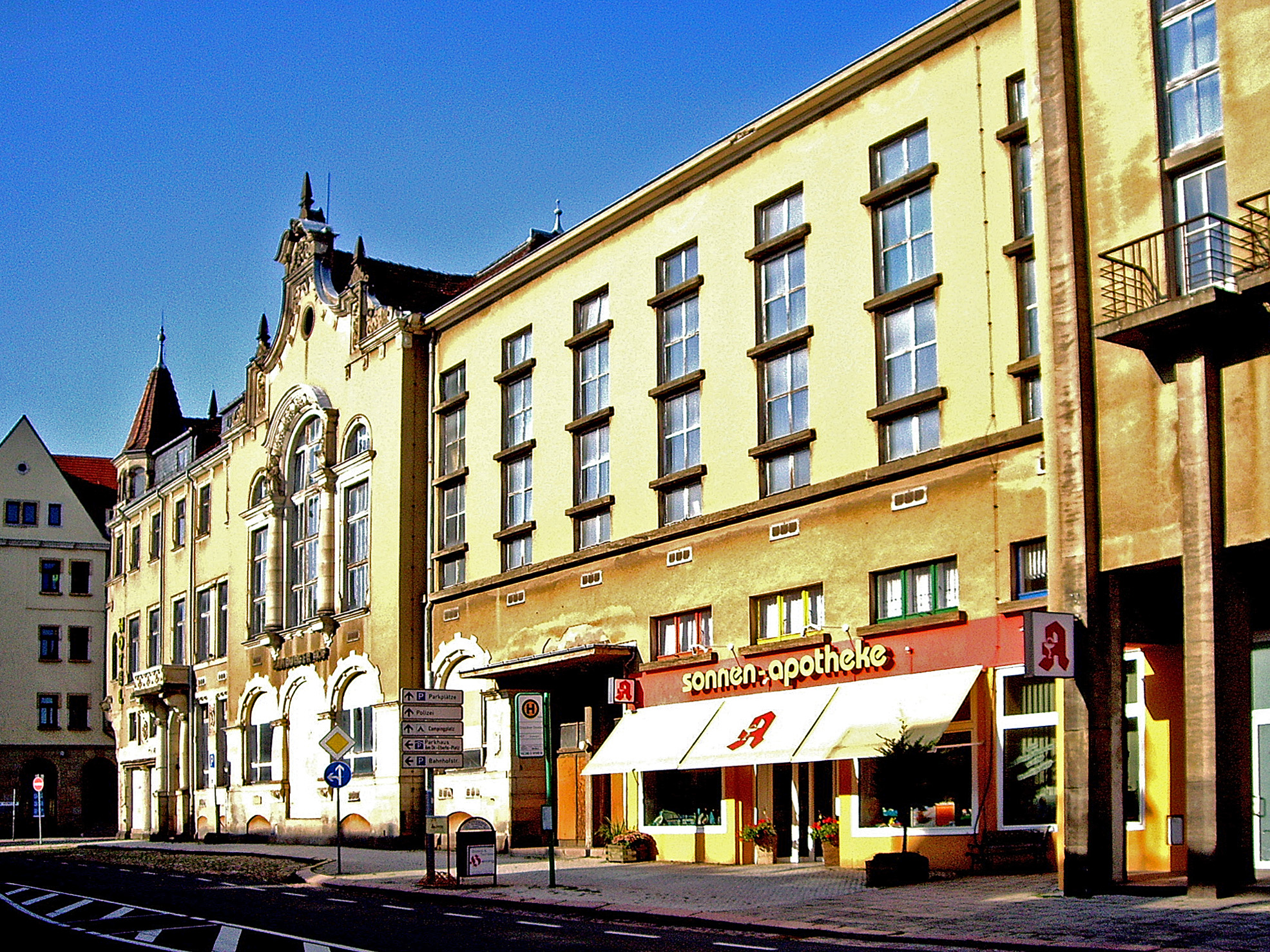
Hamburger Hof, Dresdner Straße 9 (2011)

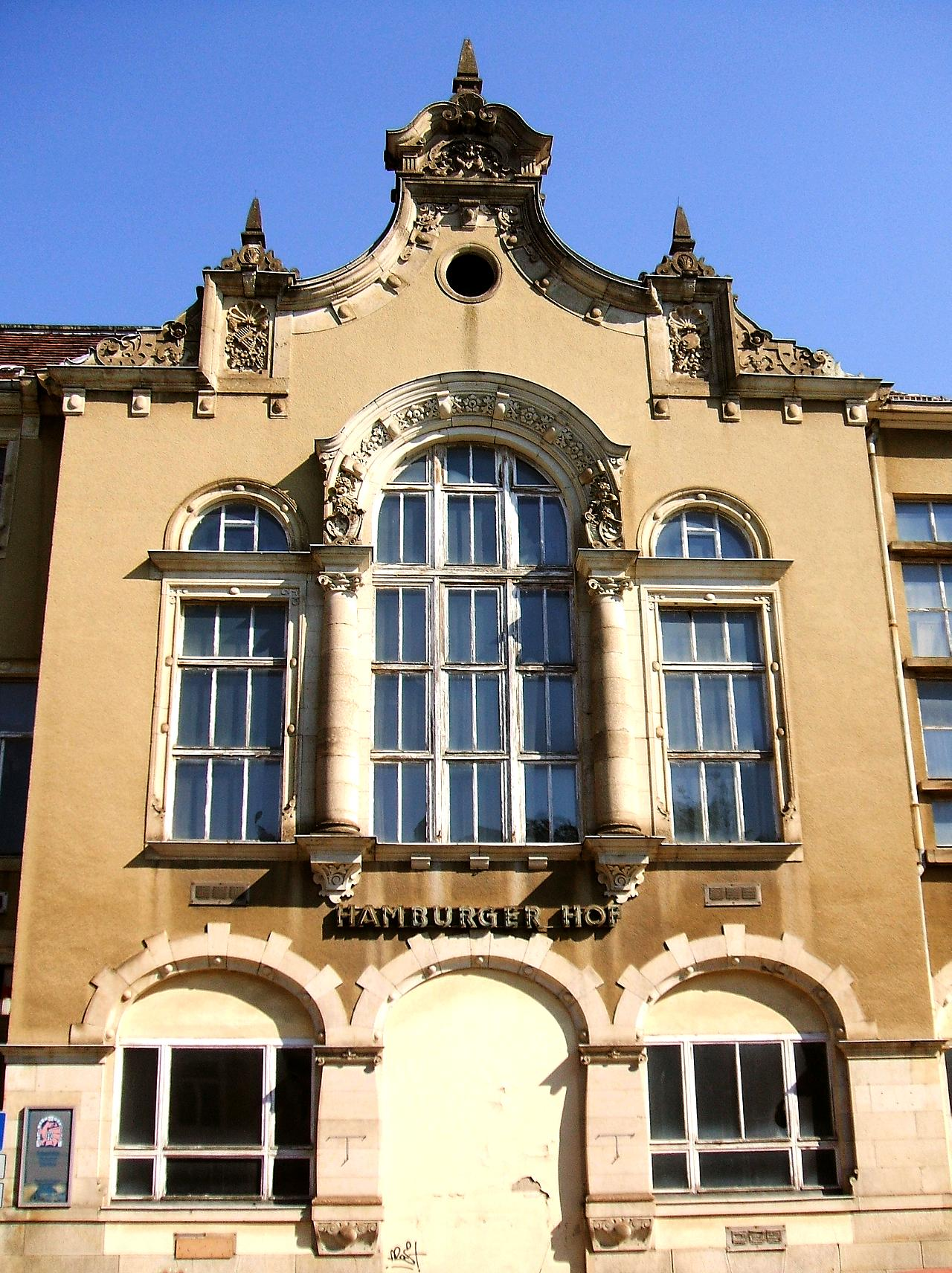
Mittelrisalit mit drei hohen, überkuppelten Fenstern des holzgetäfelten Mittelsaales

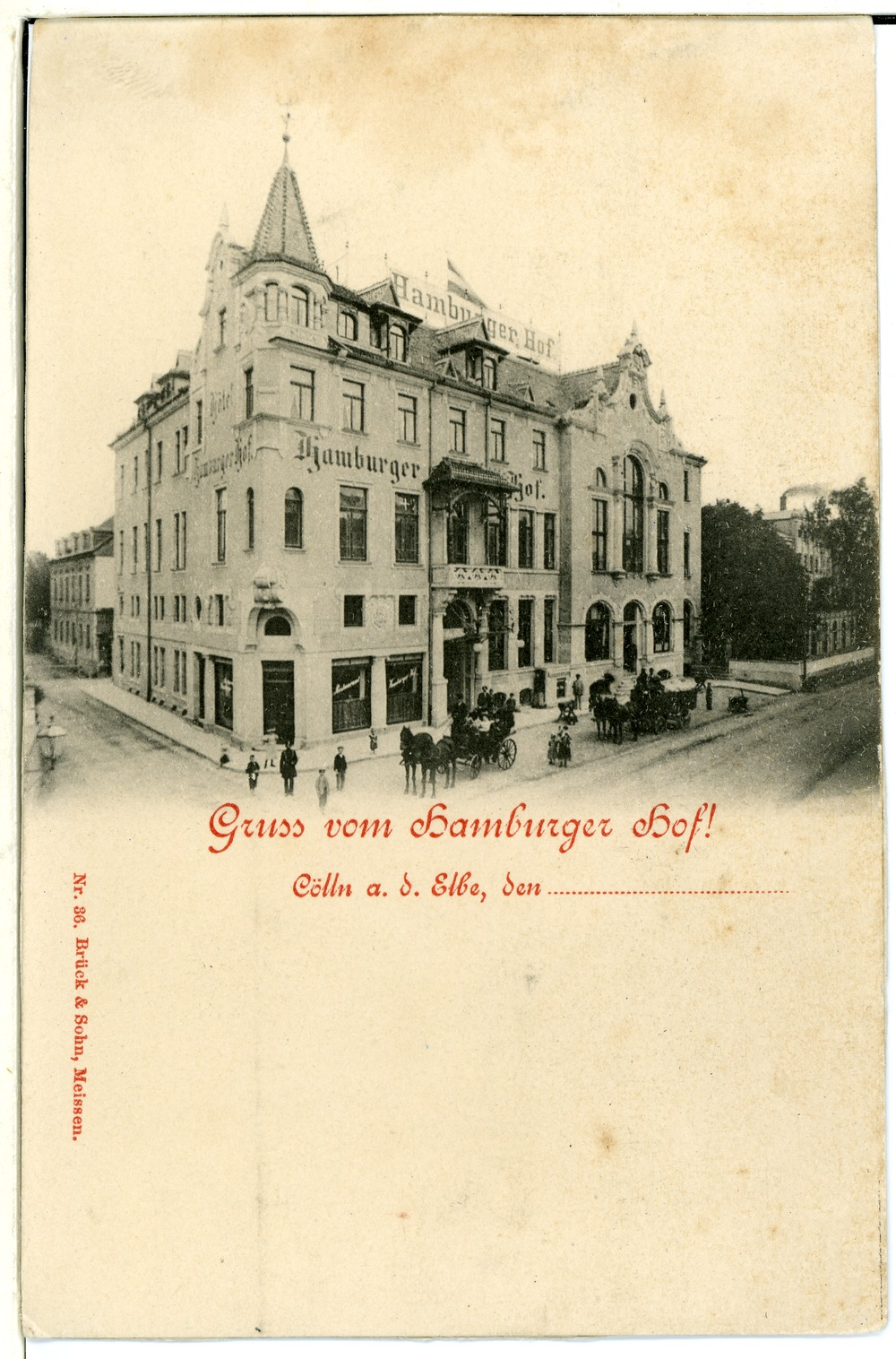
Gruss vom Hamburger Hof! (1897)

Der Hamburger Hof (im Volksmund: Hambi) im Meißner Stadtteil Cölln ist ein unter Denkmalschutz stehender Gebäudekomplex.

## Beschreibung
Der Block aus Hotel und Gesellschaftshaus befindet sich in der Dresdner Straße 9, Ecke Brauhausstraße. Er besteht laut Denkmalliste aus einem Gasthaus von 1895/96 im Stil des Späthistorismus und einem Erweiterungsbau von 1928/29 mit Anlehnung an den Bauhausstil und ist von städtebaulicher und ortsgeschichtlicher Bedeutung.

## Geschichte
Im Jahr 1814 wurde an der Dorfstraße zu Cölln bei Meißen eine Schenke errichtet. Ab 1844 wurde dieser Gasthof an der heutigen Dresdner Straße Stadt Hamburg genannt, als touristischer Hinweis auf die Anbindung über die Elbe an den Hamburger Hafen, – dem „Tor zur Welt“. Nach ständigen Erweiterungen für die wachsenden Bedürfnisse erfolgte 1895 der Abriss und anschließend der größere Neubau des Architekten Bruno Seitler im Stil der Gründerzeit mit Elementen des Jugendstils, der am 17. Mai 1896 als Hamburger Hof feierlich eröffnet wurde. Am 30. Juli 1896 folgte die Einweihung des holzgetäfelten Festsaals. 1921 baute die neu gegründete Genossenschaft Gesellschafshaus Hamburger Hof Keglerheim eGmbH acht Asphalt-Kegelbahnen an den Komplex an und übernahm ihn. Mit dem Erweiterungsbau von 1928/29 im Bauhausstil, für den der Restaurantgarten weichen musste, kam in dessen Großen Saal 1929/31 das Kino Capitol hinzu, für das eine breite Empore als Rang eingefügt wurde.
Zu den in dem Haus aufgetretenen prominenten Gästen zählten der Afrika-Forscher Hans Schomburgk (1927, 1938), der dänische Dichter Martin Andersen Nexø (1931), die Comedian Harmonists (1933), die Sportfliegerin Elly Beinhorn (1935, 1940), sowie auch der Reichspropagandaminister Joseph Goebbels (ab 1926). Nach der kurzen Dauer des Kinobetriebs wurde der Große Saal für Tanzveranstaltungen, Messen und zahlreiche Feste sowie Großveranstaltungen genutzt; unter anderem gründete sich dort 1936 den sächsischen Weinbauverband. Nach dem Ende des Zweiten Weltkriegs wurde am 3. Februar 1946 die Wiederherstellung der Meißner Elbbrücke gefeiert. Im selben Jahr wurde das Haus enteignet und in Volkseigentum überführt. Vom 23. bis 26. Mai 1947 nutzte die Freien Deutschen Jugend das Gebäude für die Tagung ihres II. Parlaments unter der Teilnahme von Walter Ulbricht, Otto Grotewohl und Erich Honecker. Unter den zahlreichen Delegierten und Gästen befanden sich auch der Kulturoffizier Sergei Tjulpanow und die Schriftstellerin Anna Seghers. 1987 wurde neben dem Eingang des Erweiterungsbaus eine Gedenktafel dieses Ereignisses angebracht. Bis in die 1950er Jahre sorgten namhafte Kapellen für Tanzhöhepunkte, so beispielsweise das Radio Berlin Tanzorchester mit Bully Buhlan (1948) oder auch Kurt Henkels mit Irma Baltuttis (1951). In der Zeit der DDR wurde das Hotel Hamburger Hof einschließlich der Gaststätte Hamburger Eck ab 1959 viele Jahre lang von der staatlichen Handelsorganisation (HO) bewirtschaftet. Seit November 1991 steht das Gasthaus leer. Die Kegelsportanlage schloss 1996. Nach einer nochmaligen Prüfung im Jahr 2000 wurde ein Hotelbetrieb als unwirtschaftlich eingeschätzt. Die 1929 in das Erdgeschoss des neu erbauten Erweiterungsbaus eingezogene Sonnen-Apotheke ist Ende 2021 in einen anderen Meißener Stadtteil umgezogen.
Das Hockenheimer Immobilienunternehmen REID, ab Oktober 2008 Eigentümer des Hamburger Hofs, hatte im Juli 2011 die Vorverträge mit einem Investor unterzeichnet. Das Ziel war, bis 2013 in dem Gebäude ein Altenpflegeheim einzurichten. Infolge eines Insolvenzantrags wurde das Gebäude im Jahr 2015 nach einer Zwangsversteigerung für 75.000 Euro verkauft, sodass die Zukunft des Gebäudes wieder offen war. Der neue Investor, die Wert-Investition GmbH, hat für die geplante Seniorenpflegeeinrichtung bis Stand 2017 lediglich Fördermittel beantragt. Bis zum Jahr 2024 wurden nach Hinweisen auf offene Fenster und eine akute Gefährdung der Gebäude durch von oben eindringende Nässe die unversperrten Zugänge vom Eigentümer geschlossen. Eine nachhaltige Sicherung des Baukomplexes ist jedoch nur bei betrieblicher Nutzung möglich; insbesondere in denkmalpflegerischer Hinsicht auf die straßenseitige Fassaden, die historische Zugangstreppe und den Saal aus dem 19. Jahrhundert. Wegen Schwammbefall und eingestürzter Zwischendecken gilt der Hamburger Hof als bedrohtes Denkmal.